# آنتروپی (پیکان زمان)
آنتروپی (به انگلیسی: Entropy as an arrow of time) تنها کمیت در دانش فیزیک است (البته به جز برخی فرایندهای ذرات فیزیکی) که تغیرات آن بر اساس جهت مشخصی است که گاهی به آن پیکان زمان گویند می‌باشد. وقتی در طول زمان به پیش می‌رویم قانون دوم ترمودینامیک می‌گوید که در سامانه بی‌دررو آنتروپی می‌تواند افزایش یافته ولی نمی‌توان کاهش یابد. از این رو آنتروپی در زمان گذشته و آینده متمایز است.
اما در سامانه‌ای که بی دررو نباشد در طول زمان آنتروپی می‌تواند کاهش یابد. بسیاری از فرایندها سبب کاهش آنتروپی سامانه خود شده و موجب افزایش آنتروپی محیط بیرون می‌شوند که در نهایت موجب افزایش آنتروپی می‌گردد مانند فرایندهای موجودات زنده، یخچال‌ها و شکل گیری کریستال‌ها.آنتروپی نسبت به زمان در مسیری بی بازگشت زیاد می‌شود.
آنتروپی مانند دما یک مفهوم منحصر به فرد است. همه افراد حسی بصری برای درک تغیرات آنتروپی دارند. اگر در طول زمان به گذشته برگردیم شاهد فرایندها در مسیر بازگشت هستیم مانند شکل گرفتن شیشه شکسته شده یا تبدیل دوباره چوب از خاکستر. اگر بخواهیم بر روی کاغذ سفر به گذشته را طرح‌ریزی کنیم هیچ قانون فیزیکی نمی‌تواند طرح مان را نقص کند به جز قانون دوم ترمودینامیک که سبب غیرممکن شدن بازگشت به گذشته با توجه به قوانین کنونی فیزیک شده است.